# Carlo Alessandro Landini
Carlo Alessandro Landini (Milano, 20 aprile 1954) è un compositore, saggista e poeta italiano.

## Biografia
Intraprende gli studi musicali presso il Conservatorio di Milano nelle classi di Piero Rattalino (Pianoforte) e di Bruno Bettinelli (Composizione). Nel 1978 consegue il diploma di Pianoforte, nel 1979 quello di Composizione. Nel 1982 consegue la Laurea in Lettere Moderne, con una tesi dedicata alla santa cappuccina Veronica Giuliani, tesi poi rielaborata e pubblicata in forma di saggio, e alla “fenomenologia dell’estasi” religiosa. 
Segue i corsi di perfezionamento in Composizione tenuti da Franco Donatoni presso l’Accademia Chigiana di Siena e i corsi estivi di Darmstadt tenuti da Gérard Grisey, Tristan Murail e Hugues Dufourt. Segue poi corsi con Iannis Xenakis e György Ligeti (Aix-en-Provence, Centre Acanthes) e con Witold Lutosławski (Grožnjan). Si trasferisce dapprima a Parigi, dove riceve lezioni da Olivier Messiaen e poi negli Stati Uniti grazie a una borsa Fulbright. Nel 2003 è nominato Research Scholar presso la Columbia University di New York, dove lavora con Jonathan Kramer e con Fred Lerdhlal allo studio del tempo musicale. Per un semestre accademico è Fellow dell’Italian Academy (Columbia, New York), tiene lezioni all’Eastman College di Rochester e alla NYU Buffalo, negli anni a seguire è Visiting Professor presso la University of Maryland a Baltimore (2006), tiene seminari allo Hamu di Praga (2012) e presso la Musikhochschule Trossingen (Germania) (2010-2014). Suoi lavori sono stati eseguiti in importanti rassegne di musica contemporanea, tra le quali i concerti della RAI di Roma, i Ferienkurse di Darmstadt, Jeunesses Musicales di Grožnjan, la Chigiana di Siena, la Biennale di Venezia, la Biennale di Firenze, la Roy O. Disney Hall di Los Angeles, L’Itinéraire e il Centre Georges Pompidou a Parigi.
Premiato in numerosi concorsi nazionali e internazionali (Primo Premio al Concorso «Valentino Bucchi» nel 1986 col suo Deuxième Extrait per contrabbasso), è il solo italiano finora ad aver conseguito il Primo Premio – col suo Le retour d’Astrée per violino e pianoforte – al Concorso «W. Lutosławski» di Varsavia (2007).

## La musica
Il musicologo Quirino Principe rinviene nella sua musica “una ricerca del bel suono, ossia del suono veicolo di bellezza, che in altri compositori non c’è”. Le durate vi sono sempre, prosegue Principe, “in organico e necessario rapporto con la gradualità che scolpisce la bellezza del suono”. L’ambito culturale in cui si muove la sua musica è, rilancia il musicologo Renzo Cresti, “strettamente legato a quello mitteleuropeo, allargato all’antica cultura greco-latina”, tale da situare Landini “mille miglia lontano da una comunicazione volatile che nulla comunica e attentissimo, ossessionato perfino, da un sottile lavoro di cesello che scava e approfondisce, come una spirale che scava nei meandri dell’essere”. A colpire della musica di Landini è, anzitutto, la straordinarietà delle durate, le quali esigono dal pubblico un ascolto rilassato e slow, lontano però dalle facilonerie di certa produzione New Age, piuttosto una reviviscenza, è ancora Cresti ad affermarlo, delle “divine lunghezze” schubertiana e brahmsiana. Sempre a Brahms Landini afferma di richiamarsi “per via del piacere ingenerato dal contrappunto delle parti” contrappunto però esteso e virtualmente infinito, il che gli ha permesso di concepire e scrivere alcune Sonate per pianoforte che si annoverano tra le più lunghe mai scritte.

## Opere selezionate

### Orchestra e grande ensemble
- Sinfonia in La per orchestra (1979)
- Musica da camera per 9 archi (1980)
- Variations Without A Theme per 7 esecutori (1983)
- Sinfonia in Si per orchestra (2002)
- Ecco il giorno per 4 voci femminili e 12 strumenti, su testo di Massimo Venuti (1998)
- Quare Spes per voce femminile, 8 strumenti e percussioni (1998)
- Time On Target per orchestra (2000)
- Midrash Temurah per 13 archi (2003)
- Limen per 16 archi (2010)
- Coming to Life. Generation, Transition, Interlocking of Phases per 7 esecutori (2006)
- Two More Steps Towards Uncertainty per orchestra (2007)
- Louange de l’Éternel,  versione per orchestra (2014)
- Le Mythe d’Er per orchestra (2018)

### Duo e piccolo ensemble
- Intermezzo per 3 flauti (1975)
- Rencontres per clarinetto basso, contrabbasso e pianoforte (1984)
- Trois plaisanteries per flauto e piano (1987)
- Epitafio para el coronel Aureliano Buendìa per 3 flauti contralto e 2 pianoforti (1989)
- Epiphané per 5 strumenti (1993)
- I tempi di Anika per quartetto d'archi e clavicembalo (1993)
- Im Wald per flauto, clarinetto e arpa (1994)
- Changes per quartetto d'archi (1994)
- Mothers of Hope. A Tribute to Francesco Clemente per voce, violino, contrabbasso e pianoforte (1994), versione 1998 per pianoforte e voce
- Subida y bajada del Monte Carmelo per 4 clarinetti (1996)
- Incantesimo divino per 4 voci femminili, testo di Massimo Venuti (2001)
- Le retour d’Astrée per violino e pianoforte (2007)
- This heart thy center is, this flesh thy spheare, per clarinetto e pianoforte (2012)
- Sonata n. 1 per violoncello e pianoforte (2012)
- Sonata n. 2 per violoncello e pianoforte (2013)
- Anulus Veneris per flauto contralto e clarinetto basso (2015)
- Non pianger più per voce, chitarra, flauto contralto, pianoforte (2016)
- Anulus Fibrosus, per flauto e ottavino (2017)

### Solo
- Trois Morceaux per pianoforte (1974)
- Konzertstück per violoncello (1976)
- Konzertstück per clarinetto in Si bemolle (1977)
- Six Nocturnes per pianoforte (1978)
- Incantation per sassofono contralto (1981)
- Sonata per flauto (1981)
- Sonata n. 1 per pianoforte (1981)
- Fünf Klavierstücke per pianoforte (1984)
- Deuxième Extrait per contrabbasso (1985)
- Étude minimale per chitarra (1986)
- Toccata, Interludio e Fuga per organo (1992)
- Troisième Extrait per clarinetto (1994)
- Guirlandes per arpa (1994)
- Sonata n. 2 per pianoforte (1994)
- Premier Extrait per pianoforte (1995)
- Sonata n. 3 per pianoforte (1998)
- Tema e 5 variazioni per chitarra (2000)
- Dans le remous per pianoforte (2001)
- Elan per flauto (2004)
- Louange de l’Éternel per pianoforte (2008)
- Elegy per clarinetto (2005)
- Sonata n. 6 per pianoforte (2014)
- Sonata n. 5 per pianoforte (2012-2015)
- Echoes Unplugged per violino solo (2015)
- Sonata n. 7 per pianoforte (2019)
- Sonata n. 8 per pianoforte (2021)

### Coro
- Bereshit bara Elohim per coro a 4 voci (2015)
- Missa Novem Vocum per coro a 9 voci (2012-2020)

## Discografia
- 1980 The Depth of Sound (City Records, C 1135 LP AAD)
- 1988 The Depth of Sound (City Records, City CD 5245 ADD)
- 1990 Sonata n. 1, pf. Carlo Levi Minzi, (Rusty Records CDR008 ADD)
- 1998 Sonata n. 3, pf. Massimiliano Damerini, (PAN CD 3066 DDD)
- 1999 Sonata n. 2, pf. Carlo Levi Minzi, (Rugginenti, RUS 555086.2 CD ADD)
- 2000 Carlo Alessandro Landini (Rugginenti, RUS 555095 CD ADD)
- 2007 Musica per orchestra (Tactus, TC 951201 CD DDD).
- 2012 Exercises in Style (Sinfonica, SCD-015 CD DDD)
- 2014 Chamber Music & Orchestral Works (Stradivarius, STR 33986 CD DDD)
- 2017 Changes, Arditti String Quartet (Stradivarius, STR 37077 CD DDD)
- 2020 Sonata n. 5, pf. Massimiliano Damerini (Da Vinci Classics, C00258 CD DDD)
- 2021 Missa novem vocum, Ensemble Fleur-de-Lys (Giorgio Ubaldi), (Tactus TC951202 CD DDD)